# Ur-Nanshe
Ur-Nanshe var en furste (ensi) över den sumeriska stadsstaten Lagash, och hans namn inleder listan över furstar tillhörande den första dynastin av Lagash cirka 2600–2350 f.Kr. Texter från Ur-Nanshes tid talar bland annat om en gränstvist med grannstaten Umma.